# Shallow Life
Shallow Life — Пятый студийный альбом группы Lacuna Coil, вышедший в 2009 году.
Shallow Life был записан в сентябре—октябре 2008 года на NRG Studios в Северном Голливуде, Калифорния, под руководством продюсера Don’а Gilmore, ранее работавшего с такими музыкантами, как Linkin Park, Trapt, Avril Lavigne, Good Charlotte, The Veronicas, Pearl Jam, Trust Company и Duran Duran.
Комментирует вокалистка Кристина Скаббия: «Shallow Life» — это настоящий метаморфоз нашей команды, мы исследовали новые для нас музыкальные территории, при этом сохраняя свой собственный стиль. Смешение старого и нового, быстрого и медленного… света и тени. Альбом невероятно мощный. Мы надеемся, что слушатели так же глубоко прочувствуют эти песни, как и мы сами. Было бы чудесно знать, что наше творчество заставляет кого-то задуматься, улыбнуться или расплакаться. «Shallow Life» заставил нас заглянуть внутрь самих себя. Он отображает нас, то, как мы видим себя в жизни, через правду, любовь и ложь«.
Добавляет вокалист Андреа Ферро: „Shallow Life“ это зеркало, отражение тебя внутреннего, это то, что ты видишь, заглянув в себя. Это новые песни и более четкое видение нас самих».
Из недавнего интервью Кристины Скаббия: «Это определённо наш стиль, однако энергетика совершенно иная, и альбом вышел более ро́ковым».

## Список композиций
1. «Survive»
2. «I Won’t Tell You»
3. «Not Enough»
4. «I’m Not Afraid»
5. «I Like It»
6. «Underdog»
7. «The Pain»
8. «Spellbound»
9. «Wide Awake»
10. «The Maze»
11. «Unchained»
12. «Shallow Life»